# 爱德华·巴格诺尔·波尔顿
爱德华·巴格诺尔·波尔顿爵士 FRS（Sir Edward Bagnall Poulton，1856年1月27日—1943年11月20日）是一位英国进化生物学家、自然选择学说的终生支持者。1893年他成为了牛津大学动物学希望教授。